# Akysis meridionalis
Akysis meridionalis és una espècie de peix de la família dels akísids i de l'ordre dels siluriformes.
Els mascles poden assolir els 3,1 cm de llargària total. Es troba a Àsia: sud de Borneo.